# روفوس إدوارد فوستر
روفوس إدوارد فوستر (بالإنجليزية: Rufus Edward Foster)‏ هو قاضي ومحامي أمريكي، ولد في 22 مايو 1871 في مقاطعة ماثيوز في الولايات المتحدة، وتوفي في 23 أغسطس 1942 في نيو أورلينز في الولايات المتحدة.